# Muselmann

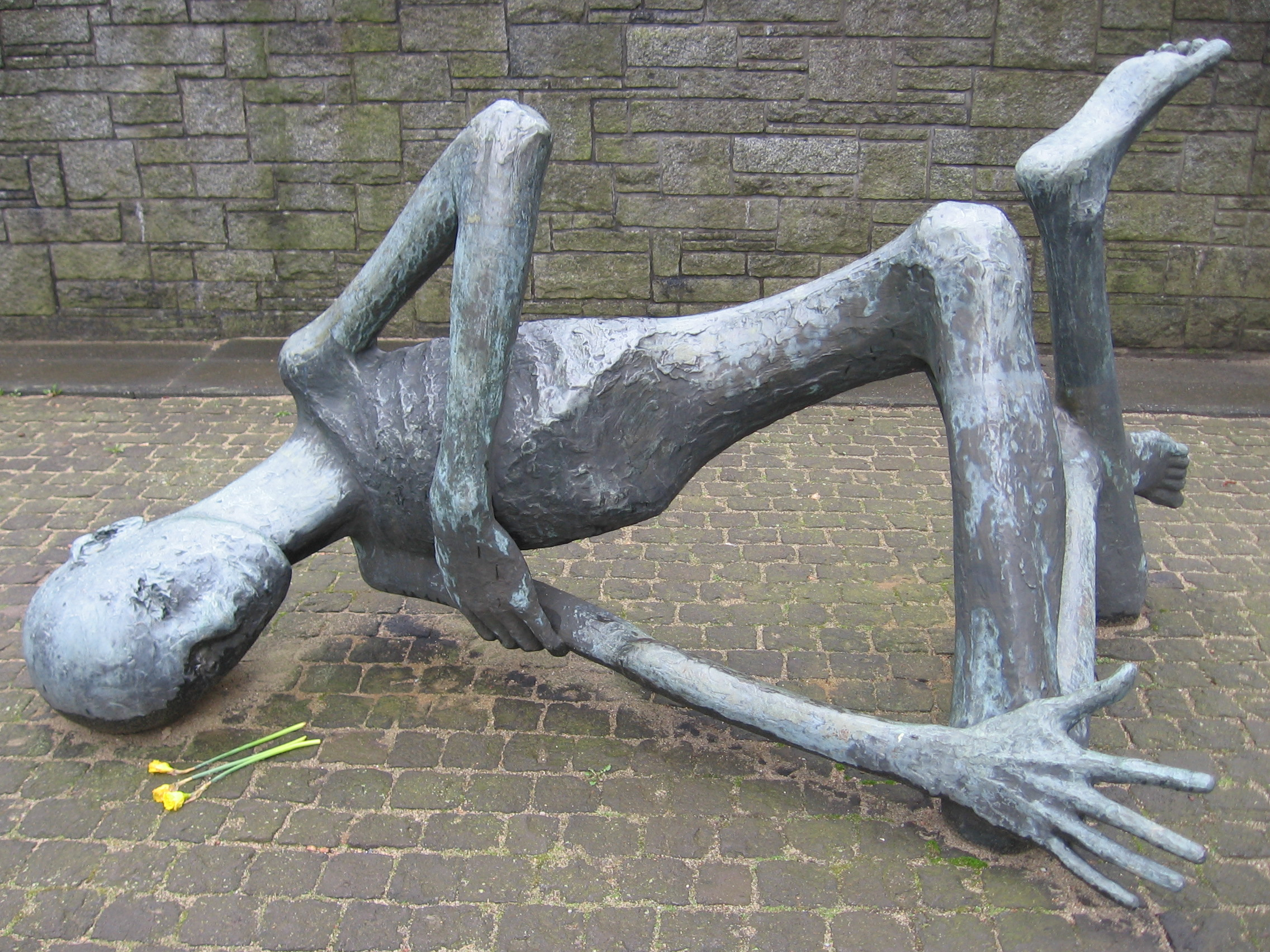
Escultura El presoner moribund en el memorial del Camp de concentració de Neuengamme a Hamburg

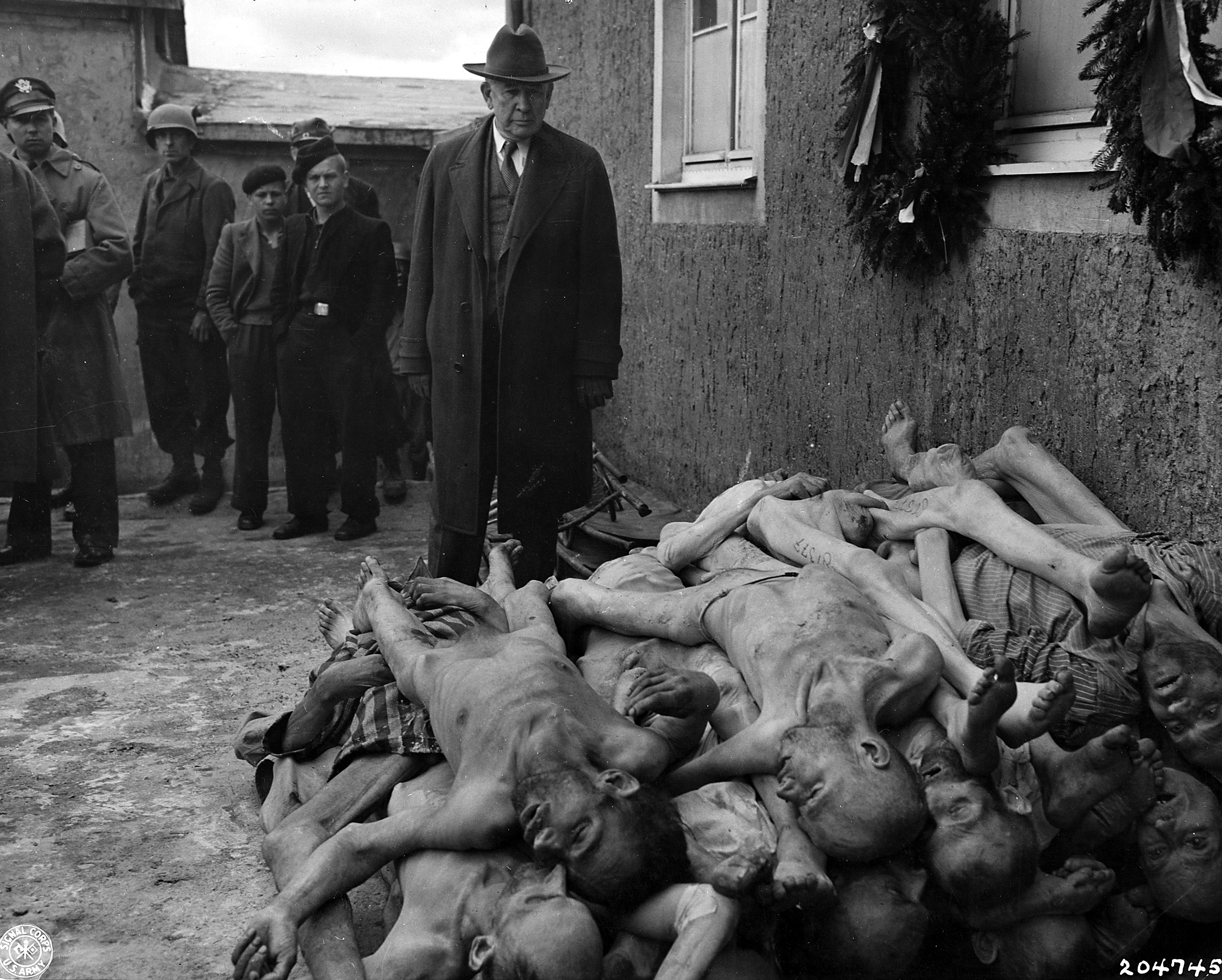
Morts, presoners desnodrits, Camp de concentració de Buchenwald

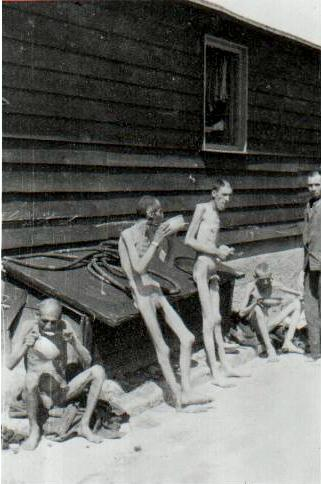
Supervivents de Mauthausen-Gusen, 1945

Muselmann (pl. Muselmänner, en alemany musulmà) era un terme despectiu usat entre els captius dels camps de concentració nazis de la Segona Guerra Mundial per referir-se a aquells que pateixen d'una combinació d'emaciació per la fam (coneguda també com a «malaltia de la fam») i esgotament i que estan resignats a la seva mort imminent. Els presoners muselmänner exhibien una severa emaciació i debilitat física, una apàtica llangor respecte al seu propi destí, i una manca de resposta al seu entorn.
La següent cita apareix en una nota a peu de pàgina al relat autobiogràfic de Primo Levi sobre la seva estada a Auschwitz Si això és un home, i serveix com a introducció a la paraula en aquest llibre. "Selecció", en el context de la cita, significa selecció per a les cambres de gas, és a dir, mort. A Si això és un home Levi utilitza dues variacions ortogràfiques; Muselmann i Musselman, així com el plural, Muselmänner.
| «                                                                     | Amb aquest terme, Muselmann, ignoro per quina raó els veterans del camp designaven els dèbils, els ineptes, els destinats a la selecció. | » |
| — Primo Levi, Si això és un home Capítol: Els enfonsats i els salvats | |   |

Alguns estudiosos sostenen que el terme possiblement prové de la incapacitat del Muselmann de reposar en qualsevol moment a causa de la pèrdua de múscul de la cama, passant per tant la major part del temps en una posició cap per avall, recordant la posició del Muselmann (musulmà) durant les oracions.
El terme es va estendre des d'Auschwitz-Birkenau a altres camps de concentració. El seu equivalent al camp de concentració de Majdanek era Gamel (deriva de l'alemany Gammeln - mot col·loquial per a podrit) i al camp de concentració de Stutthof era Krypel (derivat de l'alemany Krüppel, coix).
El psicòleg i supervivent d'Auschwitz Viktor Frankl, al seu llibre L'home a la recerca de sentit, ofereix l'exemple d'un pres que decideix utilitzar el seu últims cigarrets (usats com a moneda als camps de concentració) en la nit, perquè està convençut que no sobreviurà a l'Appell (passar llista) l'endemà al matí; els seus companys de captiveri burlaven d'ell com un Muselmann. Frankl el compara amb les actituds i comportaments deshumanitzats dels kapos.
El testimoniatge del polonès, Adolf Gawalewicz, Refleksje z poczekalni do gazu: ze wspomnień muzułmana («Reflexions a la sala d'espera de la Cambra de Gas: de les Memòries d'un Muselmann»), publicat el 1968, incorpora el terme al títol del llibre.